# Municipio de Calkiní
El municipio de Calkiní es uno de los 13 municipios pertenecientes al estado de Campeche, México.
El nombre de este municipio proviene de las palabras mayas: Cal (Garganta), Kin (Sol) y el sufijo "i" que equivale en el español a la proposición de; es decir Calkiní significa "Garganta del Sol".

## Geografía
La ciudad de Calkiní, ubicada al norte del estado de Campeche, México; se encuentra en las siguientes coordenadas geográficas: 20 grados 22 minutos y 21 segundos de latitud norte y 90 grados, 03 minutos y 03 segundos de longitud oeste del meridiano de Greenwich. También habita con flora y fauna. Esta cabecera municipal está compuesta por dos juntas municipales los cuales son: Becal y Nunkini.

### Límites municipales
Tiene límites administrativos con los siguientes municipios al sur con el municipio de Hecelchakán y Dzitbalche al este con el estado de Yucatán particularmente con los municipios de Opichen, y Muna al norte también con el estado de Yucatán particularmente con los municipios de Halachó y Celestún y al oeste con el Golfo de México según su ubicación:

## Historia
Calkiní es uno de los pocos municipios en el estado de Campeche que posee una riqueza cultural y artística, de ahí que es conocida también como la Atenas del Camino Real. Su gente, sus tradiciones y costumbres provienen en gran parte de la cultura maya que dominara esos territorios por miles de años y que hoy es orgullo para los campechanos.
La tradición maya cuenta que después de la destrucción de Mayapán nueve hermanos Canul fueron los fundadores del cacicazgo Kal Kin (garganta del sol); cada uno de los hermanos fundaron una población. Así, este cacicazgo fue creciendo hasta convertirse en uno de los más prósperos antes de la llegada de los españoles.
El 1541, Francisco de Montejo "El Mozo", sojuzgó a los descendientes de Tzab-Canul y como paradoja, la capitulación se hizo a la sombra de la misma ceiba donde fundó Calkiní. El asentamiento quedó entonces en las inmediaciones de Tuc ca’an, en un lugar llamado Ca’l kin. Al término de la conquista de los mayas, Montejo “El mozo”, entregó Calkiní en encomienda al español don Gaspar Pacheco.
Espiritualmente, los indígenas mayas fueron educados a partir de 1544 por los frailes Luis de Villalpando y Juan de Herrera quienes fueron los primeros misioneros en llegar al territorio.
En 1785, el territorio figuraba como encomienda de Antonia de Salazar. Ya en el México independiente, al promulgarse en 1824 la Constitución Federal de los Estados Unidos Mexicanos, toda la península de Yucatán se constituyó en el estado de Yucatán, con derechos para la formación de su régimen interior y así el pueblo de Calkiní se elevó a la categoría de villa, el 16 de septiembre de ese mismo año por decreto de la legislatura del nuevo estado de Yucatán.
En 1848, durante la Guerra de Castas, Calkiní fue sede de la reunión entre los caciques del Camino Real la cual fue precedida por el Juan Chí, quien motivara a la población indígena a proteger y ayudar a la raza blanca en bien de la paz y del progreso. Debido a esa situación muchas familias yucatecas decidieron establecerse en la región de Calkiní.
En el año de 1916 se promueve y establece a Calkiní como municipio libre del estado de Campeche. Posteriormente, el 30 de noviembre de 1918, la población de Calkiní adquirió el rango de ciudad.
Cabe resaltar que en el pueblo de Becal, se fundò la Liga de Resistencia de Campesinos, llamada "Tierra y Libertad" del Partido Socialista Agrario de Campeche, dirigido por Ramòn Fèlix Flores.

### Presidentes Municipales
| Presidente Municipal             | Partido Político | Periodo     |
| -------------------------------- | ---------------- | ----------- |
| Ismael del Pilar Estrada Cuevas  |                  | 1983 - 1985 |
| Ruben Herilberto Uribe Aviles    |                  | 1986 - 1988 |
| Andy Armin Uribe Cuevas          |                  | 1989 - 1991 |
| Abelardo Fernando Mayor Cuevas   |                  | 1992 - 1994 |
| Miguel Humberto Rodríguez Suárez |                  | 1995 - 1997 |
| José Felipe Estrada Mijangos     |                  | 1997 - 2000 |
| Sonia Jacqueline Cuevas Kantún   |                  | 2000 - 2003 |
| Martha Patricia García           |                  | 2003 - 2006 |
| Jorge Antonio Cocón Collí        |                  | 2006 - 2009 |
| Carlos Eduardo Sanguino Carril   |                  | 2009 - 2012 |
| Víctor Hugo Baltazar Rodríguez   |                  | 2012 - 2015 |
| José Emiliano Canul Aké          |                  | 2015 - 2018 |
| Roque Jacinto Sánchez Golib      |                  | 2018 - 2021 |
| Juanita del Rosario Cortés Moo   |                  | 2021 - 2024 |
| Milton Ulises Millán Atoche      |                  | 2024        |

## Localidades
| Código INEGI      | Localidad              | Población (2020) |
| ----------------- | ---------------------- | ---------------- |
| 040010001         | Calkiní                | 15 949           |
| 040010004         | Bécal                  | 6 801            |
| 040010008         | Nunkiní                | 6 485            |
| 040010013         | Santa Cruz Pueblo      | 2 286            |
| 040010010         | San Antonio Sahcabchén | 2 280            |
| 040010015         | Tepakán                | 2 193            |
| 040010012         | Ex Hacienda Santa Cruz | 1 421            |
| 040010014         | Tankuché               | 1 228            |
| 040010009         | Pucnachén              | 1 031            |
| Otras localidades | Otras localidades      | 19 558           |
| Total municipal   | Total municipal        | 59 232           |

1. ↑  El censo de 2020 incluye a la población del municipio de Dzitbalché, que concretó su independencia del municipio de Calkiní en 2021.